# 南定站
南定站（越南语：／*/?）是越南南定省南定市的一个铁路车站。有南北铁路经过。北距河内站87公里、府里站31公里，南距宁平站28公里、西贡站1,639公里。南定站始建于越南被法国殖民统治的法属印度支那时期，于1902年随南北铁路建成通车而落成启用。